# Afonso de Noronha (Militär, 1510)

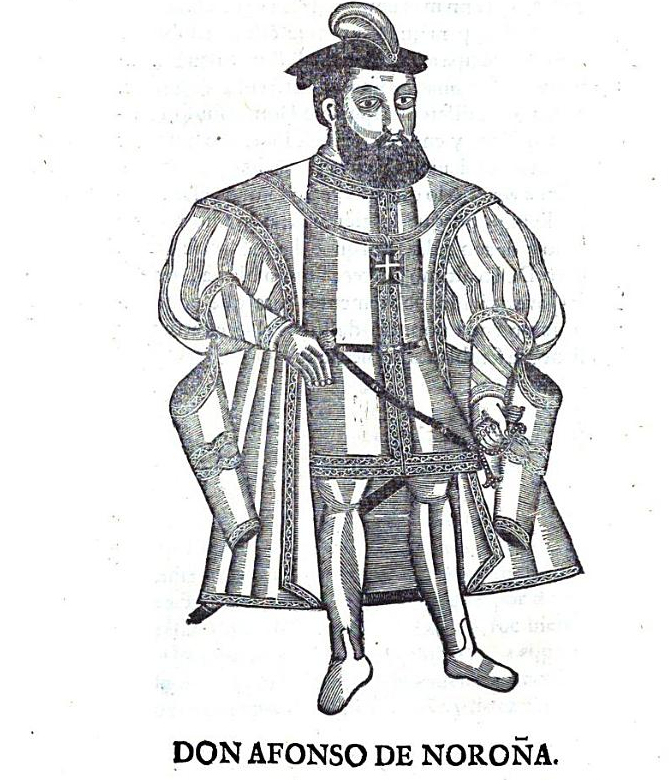
Afonso de Noronha

Dom Afonso de Noronha (* 1510 in Portugal; † im 16. Jahrhundert) war ein portugiesischer Adliger und 5. Vizekönig von Portugiesisch-Indien von 1550 bis 1554.
Er war der zweite Sohn des Marquês de Vila Real. 1550 wurde er zum Vizekönig von Indien ernannt. Während seiner Amtszeit wurde ein Rat gegründet, der dem Vizekönig beratend zur Seite stand und damit seine Macht beschränkte.
Luís de Camões kam in seiner Amtszeit nach Indien und der Heilige Franz Xaver starb 1552 in Goa. 
Dom Afonso de Noronha soll im hohen Alter verstorben sein.